# Phlaeothripidae
Phlaeothripidae zijn een familie van tripsen (Thysanoptera). De familie kent 456 geslachten.

## Taxonomie
De familie kent de volgende onderfamilies:
- Idolothripinae Bagnall, 1908 (81 geslachten, 723 soorten)
- Phlaeothripinae Uzel, 1895 (375 geslachten, 2831 soorten: †10/18)